# Sobrália
Sobrália este un oraș în Minas Gerais (MG), Brazilia.